# Mühlpfahl
Ein Mühlpfahl, auch als Sicherpfahl, Malpfahl, Eichpfahl, Wagpfahl, Währpfahl oder Markeur bezeichnet, war ein im Mühlbach eingeschlagener Pfahl, mit dem sich die genehmigte Stauhöhe des Mühlwassers im Mühlweiher kontrollieren ließ. Er zeigte mit dem Wasserstand auch die Höhe des Mahl- oder Fachbaums am Mühlenwehr.
Mühlpfähle bestanden meistens aus Eiche und waren oft zum Schutz vor Durchnässung mit Blech bedeckt. Das Setzen eines Mühlpfahls sollte sicherstellen, dass ein Müller das Wasser nicht höher aufstaute als ihm zustand, und war ein Amtsakt, bei dem Vertreter der Obrigkeit zugegen waren.